# Mesa de Concertación para la Lucha contra la Pobreza
La Mesa de Concertación para la Lucha contra la Pobreza (MCLCP) es un espacio de diálogo y consenso que funciona en Perú, con la participación de organizaciones de sociedad civil e instituciones del Estado para adoptar acuerdos y coordinar acciones que permitan luchar eficazmente contra la pobreza en cada región, departamento, provincia y distrito del país. 
La creación y la participación en la Mesa responde a la convicción respecto a la necesidad de hacer frente a la masividad de la pobreza, las profundas brechas y desigualdades que marcan la historia del país y que hacerlo implica asumir una perspectiva ética basada en el enfoque de derechos, en el reconocimiento y la afirmación del principio de que todos los seres humanos son iguales en dignidad. Perspectiva desde la cual, la situación de pobreza y exclusión se constituyen en un llamado permanente a la acción.
Implica a su vez, la convicción de que se requiere un esfuerzo conjunto de los actores públicos y sociales, incluidos los actores económicos y políticos, para llevar adelante la tarea. Y, para hacerlo posible, la necesidad de recurrir al diálogo y la concertación, antes que a la confrontación y a la imposición, lo que redunda en una apuesta por la democracia, la participación ciudadana y la descentralización.
Su creación ha sido formalizada por el Gobierno Nacional. Fue creada el 18 de enero de 2001 mediante Decreto Supremo 01-2001-PROMUDEH (modificado y complementado por el D.S. 014-2001-PROMUDEH del mes de julio de ese año). 
La Ley Orgánica de Gobiernos Regionales, Ley 27867, promulgada el 27 de mayo de 2003, respalda su funcionamiento, en su octava disposición final señala que "Las Mesas de Concertación para la Lucha contra la Pobreza seguirán cumpliendo las mismas funciones que les han sido asignadas respecto a las políticas sociales por el Decreto Supremo N° 001-2001-PROMUDEH - modificado por el Decreto Supremo N° 014-2001-PROMUDEH-, al que se le otorga fuerza de ley"

## Historia
La Mesa es el resultado de un acuerdo entre el Estado Peruano, representado por el Gobierno de Transición presidido por Valentín Paniagua, y diversas organizaciones de la sociedad civil peruana, para constituir un espacio que pudiera ayudar al gobierno y al país a velar por la neutralidad del gasto social en el contexto del proceso electoral del 2001, a la par de hacer algunas contribuciones para sentar bases de una política pública de largo plazo para enfrentar la situación de pobreza.
El R.P. Gastón Garatea Yori, fue quien asumió el encargo de consultar a las diversas organizaciones del país, sobre la posibilidad y voluntad de participar en un espacio de este tipo, convirtiéndose luego en el primer presidente de la MCLCP. Encargo que recibió posteriormente Don Javier Abugattás Fatule, quien fue integrante del primer Comité Ejecutivo Nacional de la Mesa, en su condición de viceministro del Ministerio de Economía del Perú, y quien cumplió siempre un papel muy importante en la construcción de una relación más fluida entre Estado y Sociedad Civil.
A lo largo de estos años, en todas las regiones del país, muchas personas desde las más distintas ubicaciones han contribuido al quehacer de la Mesa y más allá de ello, al logro de la visión de una vida digna para toda peruana y peruano en todo momento y lugar.

## Objetivos
- Concertar las políticas sociales en una perspectiva de desarrollo humano con enfoque de equidad y de género.

- Lograr mayor eficiencia en la ejecución de los programas comprendidos en la lucha contra la pobreza.

- Institucionalizar la participación de la ciudadanía en el diseño, toma de decisiones y fiscalización de la política social del Estado.

- Maximizar la transparencia e integridad en la gestión de los programas de lucha contra la pobreza.

## Presidentes
| Nombre                   | periodo             |
| ------------------------ | ------------------- |
| Federico Arnillas Lafert | (2008 - actualidad) |
| Javier Abugattás Fatule  | (2007 - 2008)       |
| Gastón Garatea Yori      | (2001 - 2007)       |

## Avances
En la historia de la Mesa, algunos de los resultados de este proceso de diálogo y concertación fueron:
- Conformación de la Mesa Nacional y la aprobación de la “Carta Social” (2001) que recoge la visión de desarrollo humano poniendo a la persona humana en el centro, como eje del enfoque para el trabajo conjunto entre Estado y Sociedad Civil.

- La organización de la Mesa como un sistema nacional y descentralizado de diálogo y concertación, mediante la instalación de Mesas regionales primero y provinciales y distritales luego; anticipándose al proceso de descentralización.

- La conformación de Mesas regionales y locales se hizo asumiendo como primerísima tarea la formulación de versiones preliminares de “planes de desarrollo concertado” para sus jurisdicciones y buscando avanzar en su realización a través de la “operación piloto de presupuesto participativo”; herramientas que fueron incluidas y formalizadas en la reforma de la Constitución del 93 que fuera aprobada en el 2002 y en las leyes que en ese marco norman el proceso de descentralización.

- Con la Mesa se creó un espacio y se acompañó el proceso de construcción de confianzas entre el Estado y la sociedad civil y la afirmación de la transparencia de la gestión pública, una de cuyas expresiones iniciales fue y sigue siendo, el acceso al SIAF mediante la “consulta amigable” (2002 en adelante); tema que fue concertado y validado en el marco de la Mesa.

- Otro hito importante fue el apoyo y acompañamiento a la formulación de los “acuerdos de gobernabilidad”. Tarea que se llevó adelante por primera vez como un esfuerzo común de alcance nacional, durante el proceso electoral regional y municipal del 2002 y que de esa fecha en adelante se ha replicado en los procesos electorales del 2006, 2010, 2011, así como en el reciente proceso electoral del 2014. Estos acuerdos se han basado en los planes de desarrollo concertado, las políticas de estado del acuerdo nacional, las actividades prioritarias a favor de la infancia, los programas presupuestales estratégicos, la gestión de riesgos así como en la promoción de la participación ciudadana, la transparencia y la rendición de cuentas.

- Desde el enfoque de derechos, se ha tenido una preocupación especial por la eficacia de la acción pública para garantizar el acceso de la población, a los bienes y servicios necesarios para ello, y por la manera como el Estado en su accionar contribuye a la equidad social, y las y los ciudadanos participan en el proceso. Esto ha llevado a vincular derechos con planes y presupuestos, así como velar por las condiciones en las cuales se ejecuta el gasto y se prestan los servicios.

- Se asumió así el apoyo y/o la promoción de diversas campañas ciudadanas para incentivar la participación en los procesos de gestión democrática y descentralizada (“Organízate, Participa y decide”), en favor de las víctimas de la violencia (“Caminata por la Paz y el Quipu de la Memoria”) , de las personas adultas mayores (Pensiones no contributivas), así como la atención preferente a causas como las de la infancia (“En el presupuesto público las niñas y los niños primero”, “El millón de amigos”, “Buen Trato”, “Vota por la Niñez”).

- Se promovió la ampliación de recursos públicos para garantizar derechos universales mediante la atención a “actividades prioritarias” a favor de la infancia y el uso de “clasificadores de gasto” para hacer visible y proteger el gasto público a favor de la infancia (2005-2006). Ello abrió paso a los programas presupuestales y la gestión por resultados (2007 en adelante) y, de manera concurrente, a diversas iniciativas para mejorar la calidad de la información pública tanto referida al gasto como a la medición de las condiciones de vida de la población.

- Se han realizado diversas alertas y generado propuestas y recomendaciones para mejorar la acción del Estado en lo nacional, regional o local, para garantizar derechos a la población y evitar el mal uso del gasto público.